# غوان كاوكا
غوان كاوكا (الاسم العلمي: Penelope perspicax) هو نوع من الطيور يتبع جنس الغوان بنيلوب من فصيلة القرازية.